# المعارضة السياسية
تشير المعارضة السياسية إلى أي تعبير عن عدم الرضا عن سياسات الهيئة الحاكمة أو معارضتها. قد يتخذ هذا التعبير أشكالًا من الخلاف الصوتي إلى العصيان المدني إلى استخدام العنف. في معظم البلدان الديمقراطية، تعتبر المظاهرات والخلافات غير العنيفة مع الحكومة من حقوق الإنسان الأساسية. 
تاريخياً، سعت الحكومات القمعية إلى معاقبة المعارضة السياسية. أصبحت حماية الحريات التي تسهل المعارضة السلمية علامة مميزة للديمقراطيات الليبرالية والمجتمعات المفتوحة. يعتبر قمع المعارضة السياسية محاولة لخنق الخطاب العام حول أكاذيب الحكومة أو الفساد أو عدم الكفاءة. 

## تقنيات
- الاحتجاجات والمظاهرات والمسيرات السلمية والمسيرات الاحتجاجية
- المقاطعة والاعتصاماتوأعمال الشغب واللجان المنظمة وتنظيم الحركات الشعبية
- إضراب وإضراب عام وحركة الشوارع
- ملصقات الوفير ووالنشرات ووالملصقات السياسية
- مسرح الشارع والدمى السياسية
- حرق تمثال
- التضحية بالنفس (إشعال النار في النفس)
- ثورة ، وتمرد وإرهاب وانتفاضة شعبية
- ساميزدات
- دعاية ودعاية مضادة وشعارات وميم
- ممارسة الضغط